# Народная палата ГДР

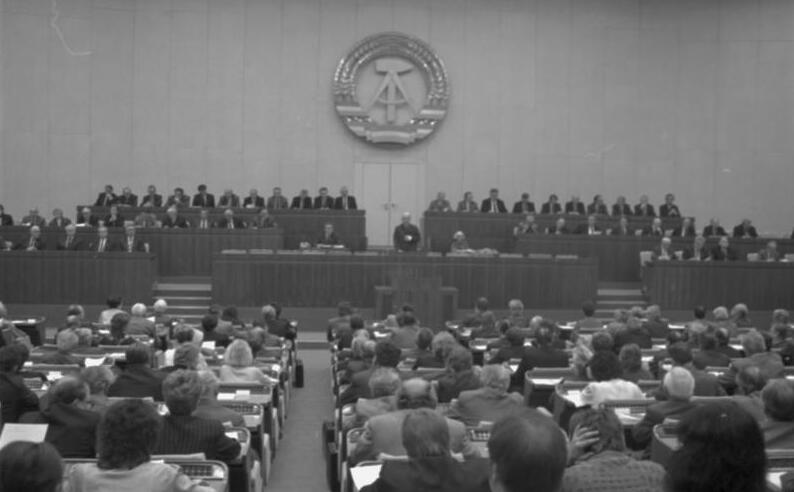
Заседание Народной палаты в ноябре 1989 года

Народная палата (нем. Volkskammer) — парламент ГДР (в 1949—1958 его нижняя палата). В условиях многопартийной системы с безальтернативными выборами являлась не народным представительством, а ключевым инструментом реализации власти СЕПГ и её союзников. Исключением являлась Народная Палата X созыва.

## Состав
Состояла из 500 депутатов (до 1968 года из 400 депутатов и 66 депутатов от Восточного Берлина с правом совещательного голоса), кроме того избиралось 100 заместителей депутатов. Избиралась по партийным спискам сроком на пять лет (до 1968 года — сроком на 4 года).

## Компетенция
- Принятие, изменение, дополнение и отмена законов;
- Утверждение бюджета, изменений и дополнений в него;
- Утверждение ратификации международных договоров предусматривавшие изменение законов;
- Объявление амнистии (до 1968 года);
- Объявление состояния войны и заключение договора о мире.

## Роспуск

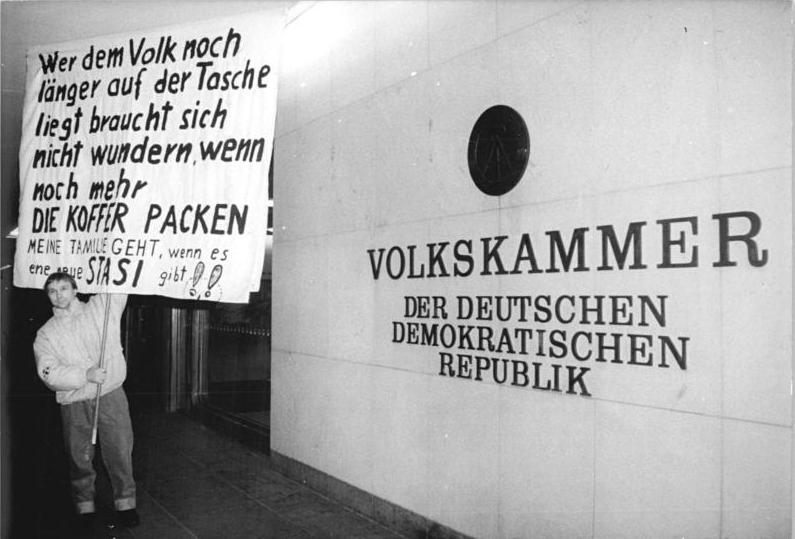
Демонстрант в здании Народной палаты, 1990 г.

Народная палата могла быть распущена либо по собственной инициативе (такое решение могло быть принято абсолютным большинством голосов) либо по решению принятому на референдуме, либо в случае выражения им недоверия более чем один раз за срок полномочий.

## Резиденция
В 1950—1976 гг. резиденция Народной палаты располагалась в Лангенбек-Вирхов-Хаусе, в 1976—1990 гг. во Дворце Республики.

## История
Первая Народная палата была избрана в 1950 году. На выборах с 1950 по 1986 год побеждал единственный законный список, выставляемый Национальным фронтом ГДР (коалиция СЕПГ, ЛДПГ, НДПГ, ДКПГ, ХДС), относительное большинство в котором имели члены СЕПГ, при этом на выборах 1950 года от Восточного Берлина прошло 6 депутатов-социал-демократов (организация «Социал-демократическое действие» — левая фракция в СДПГ), типичное распределение мест:
| Партия/организация                           | места |
| -------------------------------------------- | ----- |
| Социалистическая единая партия Германии      | 127   |
| Объединение свободных немецких профсоюзов    | 68    |
| Христианско-демократический союз             | 52    |
| Либерально-демократическая партия Германии   | 52    |
| Демократическая крестьянская партия Германии | 52    |
| Национально-демократическая партия Германии  | 52    |
| Союз свободной немецкой молодёжи             | 40    |
| Демократический женский союз Германии        | 35    |
| Культурный союз                              | 22    |

После падения Берлинской стены на 18 марта 1990 были перенесены выборы. Они стали первыми альтернативными и последними в истории. На выборах 1990 года 40,8 % голосов и большинство мест получил ХДС. Партия демократического социализма, образованная на основе СЕПГ, получила 16,4 % голосов.

## Избирательная система

### Избирательные округа
До 1952 года избирательными округами были земли, до 1963 года — округа, в 1963 году была введена система производственных избирательных округов (территории на которых преобладают родственные отрасли промышленности). В 1957 году существовало 24 избирательных округов, в 1963 году — 67.

### Избирательные комитеты
Подсчёт голосов осуществляли избирательные комитеты:
- Избирательный комитет республики (Wahlausschuß der Republik), назначался Правительством Республики, председателем являлся министр внутренних дел республики
- Земельные избирательные комитеты, назначался правительствами земель, председателями являлись министры внутренних дел земель, в 1952—1990 гг. — окружные избирательные комитеты
- Районные избирательные комитеты, назначались советами районов или советами городов, председателями являлись ландраты или обер-бургомистры
- Общинные избирательные комитеты (в общинах), назначались советами общин или советами городов, председателями являлись бургомистры
- Избирательные правления (Wahlvorstand) (в городах земельного подчинения и крупных городах районного подчинения), назначались советами города, председателями являлись избирательные старосты (Wahlvorsteher)[5][6]

### Назначение выборов
Дата выборов до 1963 года назначались самой Народной Палатой (в органы местного самоуправления правительством), с 1963 года — Государственным Советом, не позднее чем через 60 после окончания срока полномочий и не позднее чем через 45 дней после роспуска.

### Избирательное право
Активное избирательное право — с 18 лет, пассивное — с 21 года. В 1963 году был введён приоритет представительства работников той отрасли которая преобладает в производственном избирательном округе (вместе с тем было установлено минимальное обновление органом местного самоуправления на треть после каждых выборов).

### Избирательный процесс
Избирательная система до 1963 года пропорциональная, с 1963 года мажоритарная, в обоих случаях с открытым списком, теоретически были возможны кумулятивный вотум и панаширование, однако в условиях выдвижения единого списка эти механизмы не работали. Порог явки на выборах и заградительный барьер отсутствовали. Проверка действительности выборов осуществлялась самой Народной Палатой. В условиях безальтернативных выборов народ только утверждал кандидатов согласованных между собой всеми легальными партиями.

## Конституирование
Вновь избранная Народная палата собиралась на 30-й день после избрания, при этом Президиум предыдущего созыва или президент (по требованию не менее одной пятой депутатов) мог созвать её раньше этого срока. Полномочия депутатов до 1963 года проверялись Комитетом по проверке выборов (Wahlprüfungsausschuss), с 1963 года — мандатной комиссией (Mandatsurüfungsausschuß).

## Парламентские процедуры
Кворум — половина членов. Решения принимались большинством голосов. Сессия (Sitzungsperiode) длилась с первого заседания после выборов и до истечения срока полномочий или роспуска. Заседания были открытые, закрытые заседания могли проводиться если такое решение было принято большинством в две трети присутствующих членов. Заседания созывались Президиумом. Члены правительства и их полномочных представителей могли присутствовать на пленарных и комитетских заседаниях. Могла проводить депутатские расследования по просьбе одной пятой членов, образуя следственный комитет (Untersuchungsausschüsse).

## Статус депутатов
Депутаты могли быть арестованы только с разрешения Народной палаты, могли не давать показания о лицах доверивших им как депутатами какие либо сведения, получали не облагаемое налогом жалование, имели право на бесплатный проезд во всех видах общественного транспорта, отпуск на время сессии и на время выборов (последнее распространялось и на кандидатов в депутаты), к этому всему конституция 1968 года добавила право участвовать в органах местного самоуправления,

## Председатель Народной палаты
Для ведения своих заседаний Народная палата избирала своего Председателя (Präsident der Volkskammer) и несколько его заместителей представляющих фракции. Начиная с II созыва существовала должность Первого заместителя Председателя Народной палаты (erste Stellvertreter des Präsidenten), а с IV созыва (1963 год) существовали одновременно должность заместителя Председателя Народной палаты и членов Президиума (Mitglieder des Präsidiums), Президиум Народной палаты X созыва состоял из президента, 6 вице-президентов и 14 членов Президиума)

## Совет старейшин
Организацию заседаний Народной палаты осуществлял Совет старейшин (Ältestenrat), состоявший из Председателя Народной палаты, заместителя Председателя Народной палаты и всех председателей фракций.

## Комитет по общим делам
Для осуществления своих полномочий между сессиями Народная палата избирала Комитет по общим делам (Ausschuß für allgemeine Angelegenheiten), упразднённый в 1963 году;

## Комитеты
В 1950 году были сформированы:
- (политико-правовые вопросы)
  - Комитет иностранных дел (Ausschuß für auswärtige Angelegenheiten);
  - Правовой комитет (Rechtsausschuss), упразднён в 1963 году;
- (экономические вопросы)
  - Комитет экономики и финансов (Ausschuß für Wirtschafts- und Finanzfragen), упразднён в 1963 году;
  - Комитет по промышленности, строительству и транспорту (Ausschuss für Industrie, Bauwesen und Verkehr);
  - Комитет по сельскому и лесному хозяйству (Ausschuss für Land- und Forstwirtschaft);
- (гуманитарные вопросы)
  - Комитет по труду и здравоохранению (Ausschuss für Arbeit und Gesundheitswesen), в 1958 году был разделён на:
    - Комитет здравоохранению (Ausschuss für Arbeit und Gesundheitswesen);
    - Комитет труда и социальных вопросов (Ausschuss für Arbeit und Sozialpolitik);

  - Комитет по делам молодёжи (Jugendausschuss);
- (процедурные вопросы)
  - Петиционный комитет и комитет по предложению граждан (Petitionsausschuss bzw. Ausschuss für die Eingaben der Bürger);
  - Комитет по регламенту (Geschäftsordnungsausschuss);
  - Комитет по бюджету и финансам (Haushalts- und Finanzausschuss);
  - Комитет по амнистии (Gnadenausschuss), упразднён в 1963 году.

Каждый комитет (Ausschüsse), состоял из председателя (Vorsitzender des Ausschusses für Auswärtige Angelegenheiten), заместителя председателя (Stellvertrender der Vorsitzender der Ausschuß) и членов;
В 1954 году был сформирован комитет по вопросам образования и культуры (Ausschuss für Volksbildung und Kultur), в 1958 году разделённый на комитет по культуре (Ausschuss für Kultur) и комитет по народному образованию (Ausschuss für Volksbildung)
В 1956 году был создан комитет по делам народных представительств (Ausschuss für Örtliche Volksvertretungen), но в 1963 году он был упразднён.
В 1963 году были созданы комитет по национальной обороне (Ausschuss für Nationale Verteidigung), комитет по торговле и снабжению (Ausschuss für Handel und Versorgung) и мандатный комитет (Mandatsprüfungsausschuss).

## Законодательный процесс
Право законодательной инициативы принадлежало Правительству и депутатам Народной Палаты, законы принимались Народной Палатой как минимум в двух чтениях, промульгировались и публиковались Президентом (в 1960-1990 гг. — председателем государственного совета) и вступали в силу на 14-й день после опубликования. Палата Земель могла отклонить принятый Народной Палатой законопроект, который мог вновь быть принят при повторном рассмотрения Народной Палатой.

## Фракции
Каждая фракции (Fraktion) избирала из своего состава председателя, заместителя председателя и секретаря фракции (Sekretär der Fraktion);

## Администрация Народной палаты
Материально-техническое обеспечение народной палаты осуществляла Администрация Народной палаты (Verwaltung der Volkskammer), возглавлявшаяся Директором Народной палаты (Direktor der Volkskammer);

## Библиотека Народной палаты
Существовала Библиотека Народной палаты (Bibliothek der Volkskammer).

## Председатели
- Иоганнес Дикман (ЛДПГ) 1949—1969
- Геральд Гёттинг (ХДС) 1969—1976
- Хорст Зиндерман (СЕПГ) 1976—1989
- Гюнтер Малойда (ДКПГ) 1989—1990
- Сабина Бергман-Поль (ХДС) 1990

## Заместители председателя
От СЕПГ
- Герман Матерн (1950—1954)
- Фридрих Эберт (1954—1963)
- Отто Готше (1963—1971)
- Маргарета Мюллер (1967—1971)
- Эрих Мюккенбергер (1971—1989)
- Хайнц Эйхлер (1971—1990)
- Кете Нидеркирхнер (1989—1990)

От СДПГ
- Рейнхард Гёппнер (1990)

От ГСС
- Штефан Готшалль (1990)

От ЛДПГ
- Вилли-Петер Концок (1969—1984)
- Рудольф Агстен (1983—1989)
- Ганс-Дитер Распе (1989—1990)
- Юрген Шмидер (1990)

От ХДС
- Геральд Гёттинг (1950—1958)
- Август Бах (1958—1966)
- Герман Кальб (1966—1969)
- Вольфганг Хейль (1976—1990)

От НДПГ
- Винценц Мюллер (1950—1952)
- Генрих Гоман (1952—1954)
- Джонни Лёр (1963—1969)
- Вольфганг Рёссер (1969—1986)
- Гюнтер Гартман (1986—1990)

От ДКПГ
- Эрнст Гольденбаум (1950—1976)
- Ганс Риц (1976—1981)
- Эрнст Мекленбург (1981—1986)
- Гюнтер Малойда (1986—1989)
- Михаэль Коплански (1989—1990)
- Дитер Гельм (1990)

От Союза 90
- Вольфганг Ульман (1990)

От ОСНП
- Грете Гро-Кумерлёв (1954—1971)
- Маргарета Мюллер (1971—1976)
- Йоганна Тёпфер (1976—1981)
- Вернер Гайлеман (1981—1989)
- Кристель Беднарек (1989)
- Зигфрид Гануш (1989—1990)

От ССНМ
- Вернер Энгст (1969—1981)
- Эберхард Аурих (1981—1986)
- Фолькер Фойгт (1986—1989)
- Корнелия Вольфрам (1989—1990)

От Культурного союза:
- Карл-Хайнц Шульмейстер (1969—1971)
- Эгон Кренц (1971—1990)

От ДЖСГ:
- Вильгельмина Ширмер-Прёшер (1954—1989)
- Ева Роман (1989—1990)